# Prémio Longstaff
O Prémio Longstaff (em inglês:  Longstaff Prize), é um prémio trienal, atribuído desde 1881 pela Royal Society of Chemistry.
Este galardão, criado em homenagem a George Dixon Longstaff (1799-1892), destina-se a premiar os membros da Royal Society of Chemistry que mais contribuíram para o avanço da química.

## Laureados[2]
- 1881 - Thomas Edward Thorpe
- 1884 - C. O'Sullivan
- 1888 - William Perkin
- 1891 - Francis Robert Japp
- 1894 - Horace Brown
- 1897 - William Ramsay
- 1900 - William Henry Perkin, Jr.
- 1903 - William Jackson Pope
- 1906 - Walter Noel Hartley
- 1909 - Frederick Kipping
- 1912 - Herbert Brereton Baker
- 1915 - Martin Onslow Forster
- 1918 - Arthur William Crossley
- 1921 - Jocelyn Field Thorpe
- 1924 - Frederick G. Donnan
- 1927 - Robert Robinson
- 1930 - William Hobson Mills
- 1933 - Walter Norman Haworth, James Irvine
- 1936 - George Barger
- 1939 - I. M. Heilbron
- 1942 - Hugh Stott Taylor
- 1945 - Nevil Sidgwick
- 1948 - Cyril Hinshelwood
- 1951 - Christopher Ingold
- 1954 - John Lennard-Jones
- 1957 - Edmund Hirst
- 1960 - Eric Rideal
- 1963 - Lord Todd
- 1966 - John Monteath Robertson
- 1969 - Ronald Norrish
- 1972 - Derek Barton
- 1975 - John Stuart Anderson
- 1978 - Dorothy Crowfoot Hodgkin
- 1981 - George Porter
- 1984 - Alan Battersby
- 1987 - Geoffrey Wilkinson
- 1990 - F. Gordon A. Stone
- 1993 - Harold Kroto
- 1996 - John Meurig Thomas
- 1999 - Ray Freeman
- 2002 - Robert Joseph Paton Williams
- 2005 - Alan Carrington
- 2008 - Jack Baldwin
- 2010 - Jack Lewis
- 2013 - Steven Ley
- 2016 - Paul O'Brien